# Franz Lackner
Franz Lackner, O.F.M. (Feldbach, 14 de julho de 1956) é um frei franciscano e prelado austríaco da Igreja Católica, atual arcebispo de Salzburgo.

## Biografia
Entrou para a Ordem dos Frades Menores em 1985, professando formalmente a sua fé em 2 de setembro de 1989. Foi ordenado padre em 23 de janeiro de 1991. No mesmo ano, retomou os estudos em Roma, no Pontifícia Universidade Antonianum, obtendo o doutorado em filosofia em 1997.
Ele então completou um semestre de pesquisa na Universidade de Bonn (Alemanha). Ele completou seus estudos filosóficos e teológicos na Faculdade de Teologia da Universidade de Viena e em Dublin (Irlanda). Em 1998, foi nomeado professor de metafísica na Pontifícia Universidade Antonianum. Em 1999 foi eleito Ministro provincial da Província "Sancti Bernardini Senensis" de Viena dos Frades Menores Franciscanos. Ele também foi professor de filosofia na Escola Superior de Teologia-Filosofia de Heiligenkreuz.
Em 23 de outubro de 2002, foi nomeado bispo-auxiliar da Diocese de Graz-Seckau, consagrado bispo-titular de Balecium em 8 de dezembro de 2002, tendo como sagrante o bispo de Graz-Seckau Egon Kapellari e como co-sagrantes Johann Weber, bispo-emérito de Graz-Seckau e Alois Kothgasser, S.D.B., arcebispo de Salzburgo. Em 18 de novembro de 2013, foi elevado a arcebispo de Salzburgo e Primaz da Germânia, dando entrada solene na Sé em 12 de janeiro de 2014.
Em 2016 foi nomeado Grande Oficial da Ordem Equestre do Santo Sepulcro de Jerusalém pelo Cardeal Grão-Mestre Edwin Frederick O'Brien e em 27 de julho de 2016 na basílica de peregrinação Maria Plain foi investido na Tenência austríaca como Grão-Prior da Ordem pelo arcebispo emérito de Salzburgo, Alois Kothgasser. Ele é membro da Comenda de Salzburgo.
Em 16 de junho de 2020, foi eleito como presidente da Conferência dos Bispos Austríacos.

### Ordenações
Lackner foi o principal sagrante dos seguintes prelados:
- Wilhelm Krautwaschl (2015)
- Hansjörg Hofer (2017)
- Hermann Glettler (2017)
- Josef Marketz (2020)